# Gura Râului
Gura Râului (letteralmente Gola del fiume, in ungherese Guraró, in tedesco Auendorf) è un comune della Romania di 3641 abitanti, ubicato nel distretto di Sibiu, nella regione storica della Transilvania.
Gura Râului ha dato i natali allo storico e giornalista Aurel Decei (1905-1976).